# Brezina (El Bayadh)
Pour les articles homonymes, voir Brezina.
Brezina est une commune de la wilaya d'El Bayadh en Algérie, située dans l'Ouest du pays.
Elle est une oasis implantée sur le piémont saharien. Elle recèle d'un patrimoine riche, notamment des vestiges préhistoriques.

## Géographie

### Situation
Le territoire de la commune de Brezina se situe au sud-est de la wilaya d'El Bayadh, à 72 km au Sud d'El Bayadh. Brezina est une oasis implantée sur le piémont méridional de l'Atlas saharien, en bordure de l'oued Seggeur dans un paysage de gour, vestiges de dépôts quaternaires.
| Kraakda, Arbaouat     | Ghassoul, Sidi Ameur  | Sidi Tifour, Tadjrouna (Wilaya de Laghouat)                 |
| El Abiodh Sidi Cheikh | Brezina               | Aïn Madhi (Wilaya de Laghouat), Sebseb (Wilaya de Ghardaia) |
| El Abiodh Sidi Cheikh | El Abiodh Sidi Cheikh | Mansoura Hassi Fehal El Menia (Wilaya de Ghardaia)          |

### Localités de la commune
La commune de Brezina est composée de quatorze localités :
- Aïn Lamara
- Brezina
- Brezna
- Draa Dhib
- El Ghrar
- Hassi Ben Della
- Khellaf
- Ouled Aïssa
- Ouled Moumène (en partie)
- Ouled Sidi Cheihk (partie ouest)
- Reziguet (en partie)
- Sid El Hadj Dine
- Souas
- Teniet Tmar

### Climat
Le climat à Brezina, est semi-aride, sec et froid. La classification de Köppen est de type BSk.

## Histoire

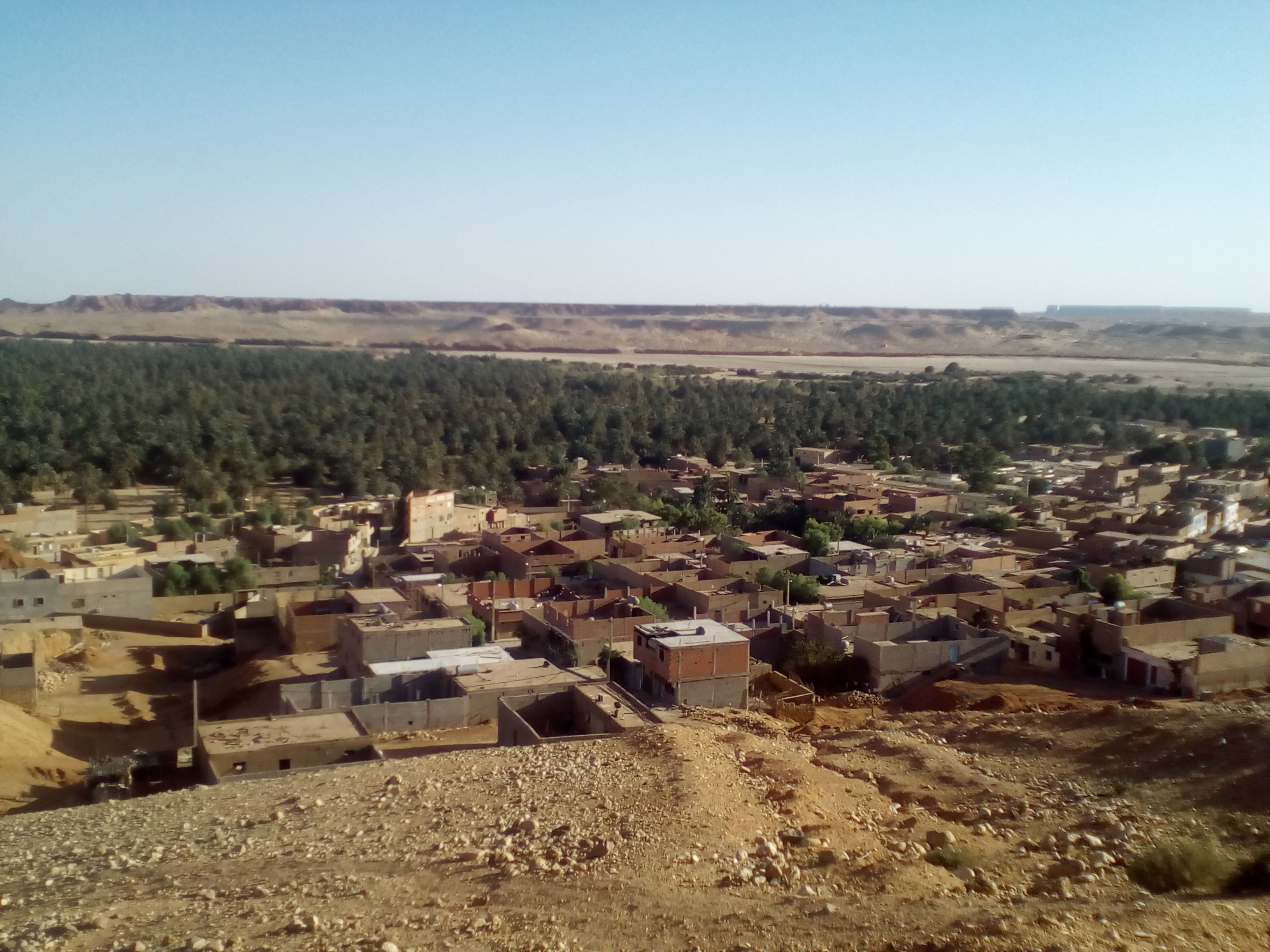
L'oasis de Brezina.

Selon Hamza Boubakeur, à l'époque zianide, lorsque le saint Sid Ahmad Majdūb s'établit dans les environs d'Arbawet. Brezina et tous les ksour berbères de la région professaient encore le kharidjisme. Le saint et les Arabes nomades vont imposer la doctrine malékite.
Elle devient une commune de plein exercice le 12 décembre 1958.
La construction d'un grand barrage à Brézina destiné à irriguer des terres privées par le pouvoir local, a engendré des tensions entre les deux arch qui se partagent l'espace communal. Le arch des Ouled Aïssa ayant le pouvoir administratif (majoritaire dans l'APC) veut utiliser ce projet de barrage pour irriguer des terres appartenant au second arch, les Ouled Sid Hadj Eddine (issu des Ouled Sidi Cheikh ), ces derniers ne voulaient pas céder leurs terres pour ce projet.

## Démographie
Selon le recensement général de la population et de l'habitat de 2008, la population de la commune de Brezina  est évaluée à 12 468 habitants contre 8 536 habitants en 1998, l'agglomération chef-lieu compte 11 342 habitants. C'est la quatrième commune la plus peuplée de la wilaya d'El Bayadh.

## Économie
La commune dispose du barrage de Brézina, le plus grand barrage de la steppe occidentale, conçue pour récupérer les eaux du bassin-versant de l'oued El Mouilah et l'oued El Ghoul qui tirent leurs sources de l'Atlas saharien. Toutefois, le barrage, en stoppant l'écoulement des eaux de l'oued Brézina, a engendré le rabaissement du niveau des nappes phréatiques et a conduit à l'abandon d'une bonne partie de l'oasis de Brézina.
Le gazoduc Hassi R'Mel - Maroc - Europe passe à 8 km de Brézina.

## Patrimoine
Les vestiges préhistoriques y sont nombreux à Brezina, elle comporte des stations de gravures rupestres : au confluent des oueds El Melah et El Ouassa ; à Hadjrat Berrik ( « Station des Couloirs » ), à 2 km à l'ouest de l'oasis et la station du Méandre.
Le réseau de grottes dites « grottes d'El Arouia » au Nord, sont creusées dans la muraille saharienne et ont été occupés durant le Néolithique. L'entrée de plusieurs grottes porte des incisions dites « traits capsiens ».

Le Bastion Bent El Khas a été classé au patrimoine culturel algérien. En outre, la commune abrite le ksar de Khellaf, qui dispose d'une vieille palmeraie. Dans la plaine, on trouve des tours naturelles de roches rougeâtres, aux formes étranges, appelées gour.

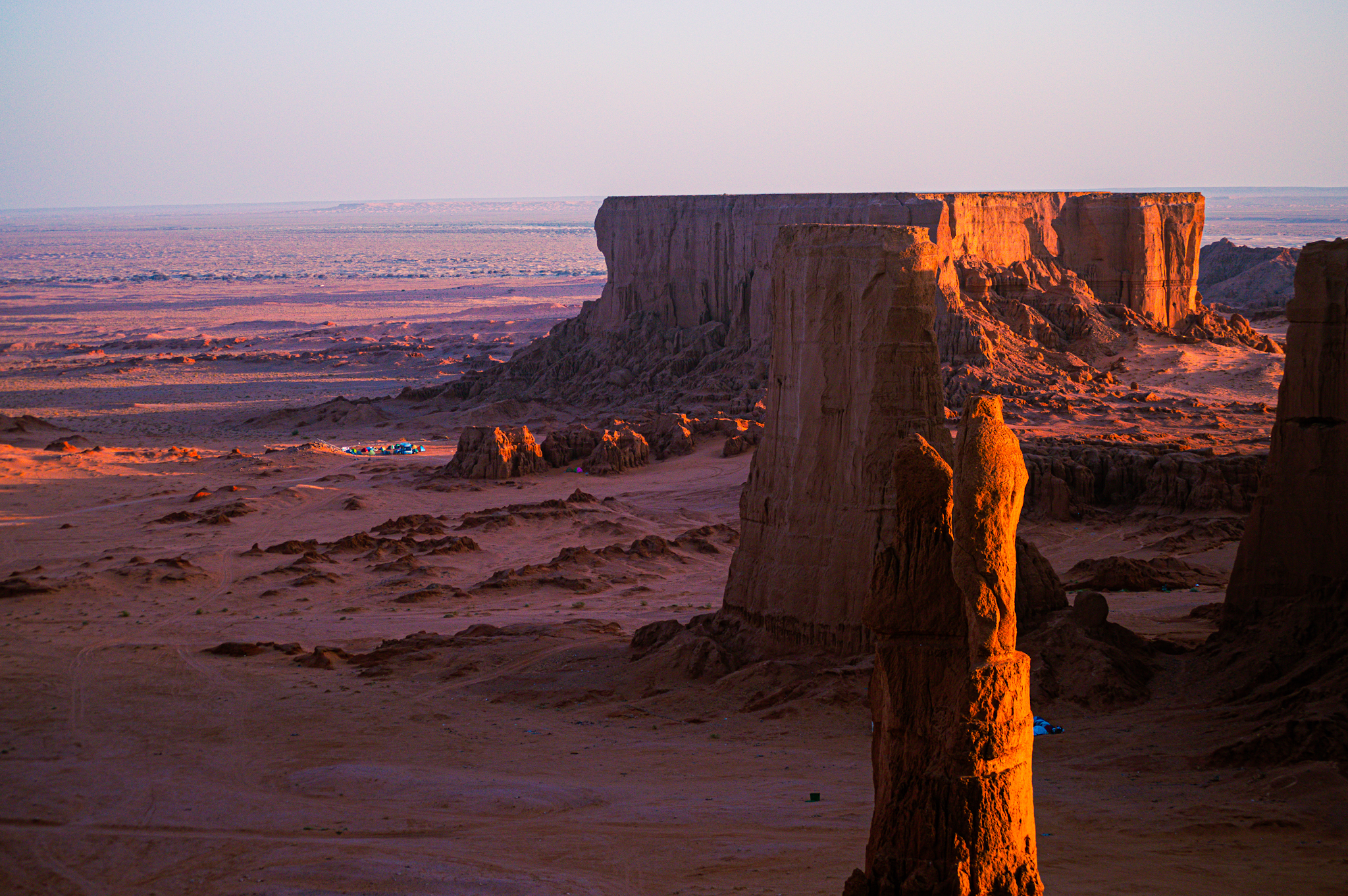
Les montagnes d'El Ghour
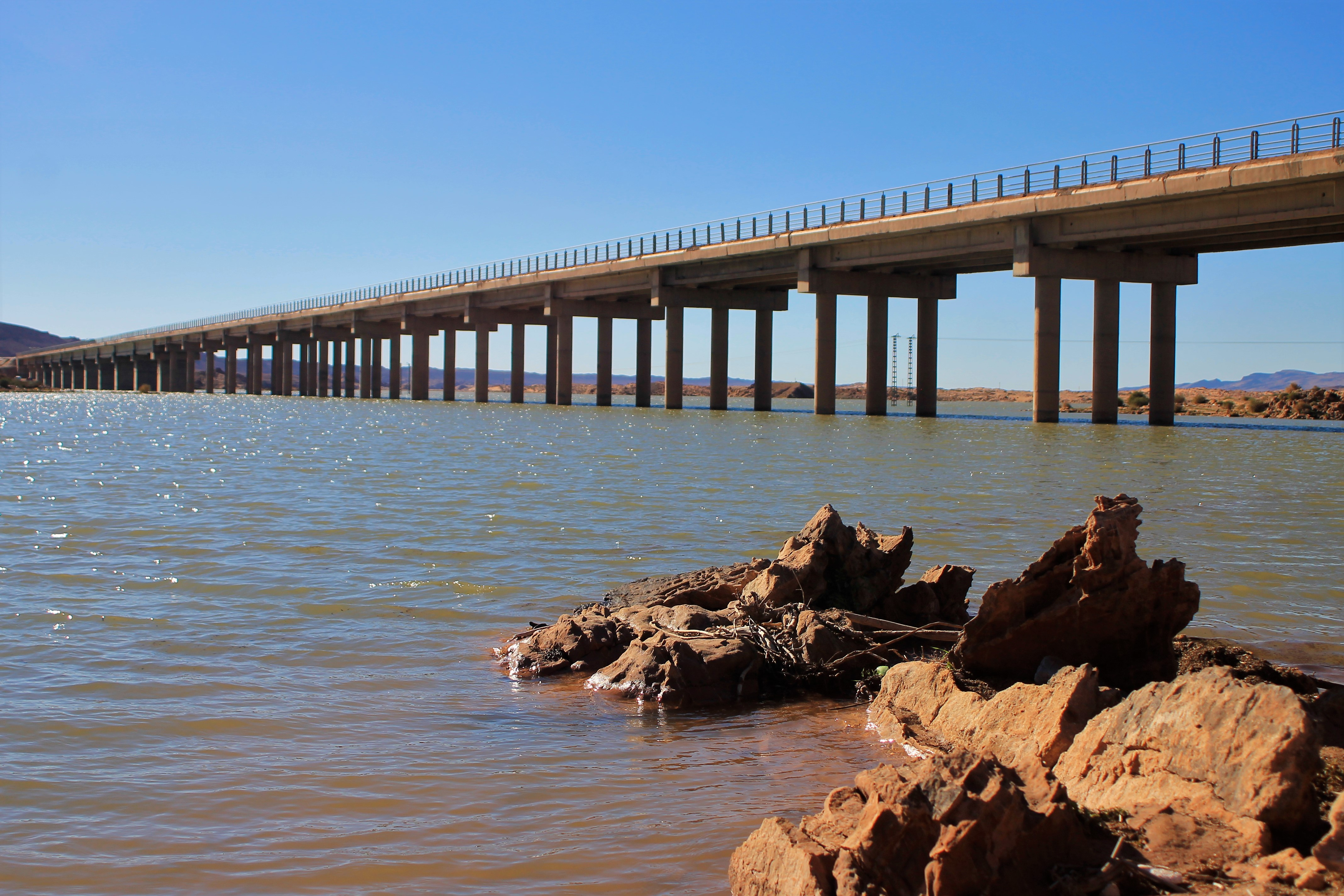
Le barrage de Brézina.
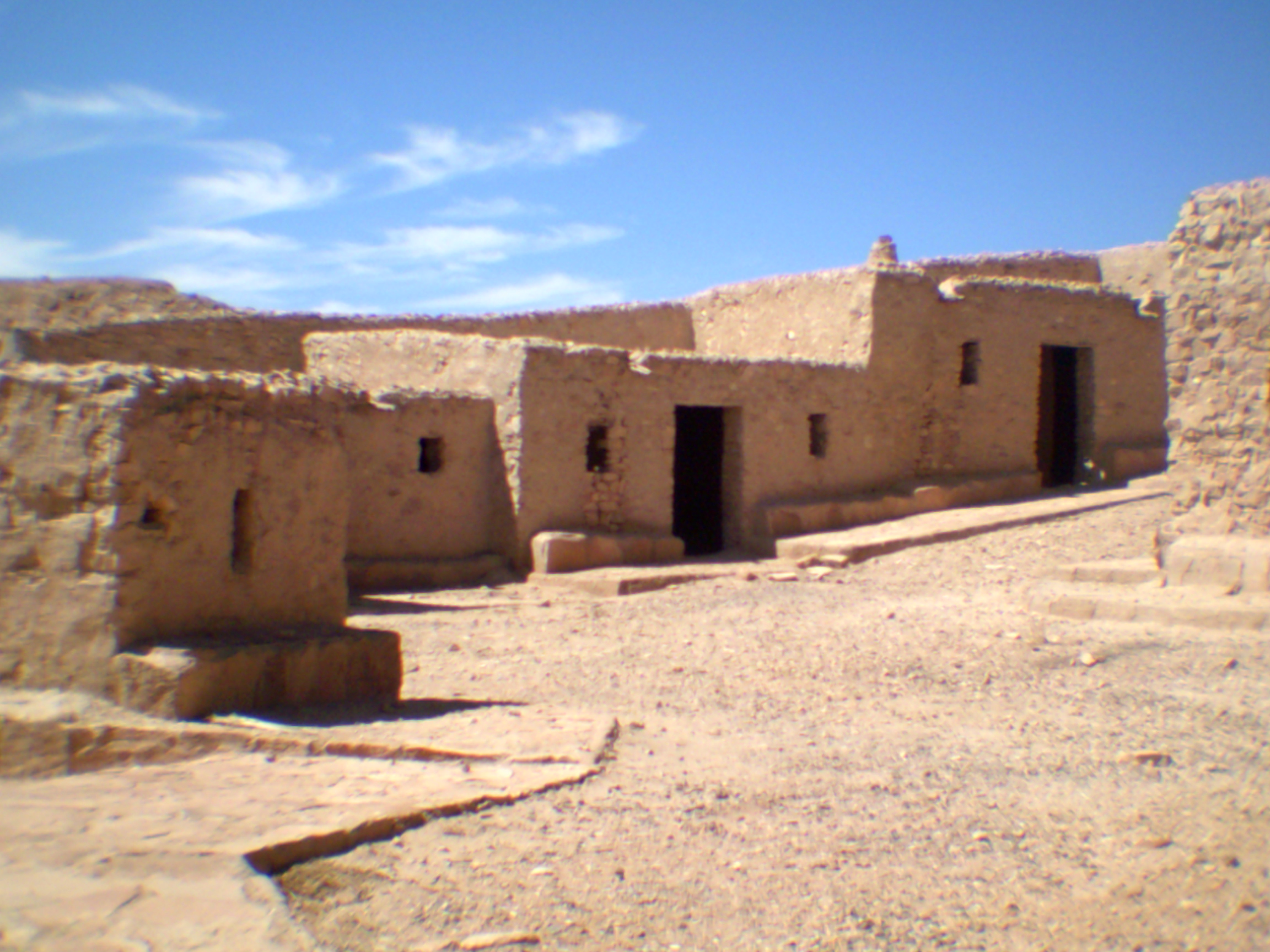
Ksar Bent El Khess